# Epidendrum allochronum
Epidendrum allochronum är en orkidéart som beskrevs av Eric Hágsater. Epidendrum allochronum ingår i släktet Epidendrum och familjen orkidéer. Inga underarter finns listade i Catalogue of Life.